# Sinocyclocheilus aquihornes
Sinocyclocheilus aquihornes är en fiskart som beskrevs av Li och Yang 2007. Sinocyclocheilus aquihornes ingår i släktet Sinocyclocheilus och familjen karpfiskar. Inga underarter finns listade i Catalogue of Life.